# Quận San Diego, California
Quận San Diego là một quận nằm gần Thái Bình Dương ở phía tây nam tiểu bang California, Hoa Kỳ. Đây là quận cực tây nam trong 48 tiểu bang tiếp giáp nhau của Hoa Kỳ. Dân số của quận này tại thời điểm năm 2000 là 2.813.835 người. Ước tính dân số thời điểm tháng 7 năm 2008 quận này có dân số 3.001.072 người, là quận đông dân nhất thứ ba tại California, chỉ đứng sau quận láng giềng phía bắc là quận Cam., dân số trong năm 2009 là 3.054.796 người làm cho quận này là quận đông dân thứ 5 tại Hoa Kỳ . Quận lỵ và thành phố lớn nhất là San Diego.
Quận này có các đô thị khu vực thống kê đô thị San Diego-Carlsbad-San Marcos. Ngoài ra, San Diego County là một phần của vùng San Diego - Tijuana, một khu vực với hơn 5.000.000 người dân và là vùng đô thị lớn nhất nằm giữa Hoa Kỳ và Mễ. Quận San Diego cũng là một phần của khu vực biên giới Nam California, cũng được gọi là San Diego-Imperal, khu vực nhỏ nhất nhưng đa dạng kinh tế lớn nhất trong tiểu bang.
Quận San Diego nằm ngay phía bắc biên giới Mexico, chia sẻ một biên giới Tijuana. Nó nằm ở phía nam của quận Cam và quận Riverside và phía tây của quận Imperial. Quận này có nhiều dặm các bãi biển.

## Thông tin nhân khẩu
Đến năm 2006, quận đã có dân số 2.941.454 người, 1.067.846 hộ, và 663.449 gia đình sống trong quận. Mật độ dân số là 670 người trên một dặm vuông (259/km ²). Có 1.118.410 đơn vị nhà ở với mật độ trung bình là 248 dặm vuông (96/km ²). Cơ cấu chủng tộc dân cư quận có 69,5% người Mỹ da trắng, 5,2% người da đen hay người Mỹ gốc Phi, 0,7% người Mỹ bản xứ, 10,2% người châu Á, Thái Bình Dương 0,4%, 10,3% từ các chủng tộc khác, và 3,6% từ hai hoặc nhiều chủng tộc. 29,9% dân số là người Hispanic hay Latino thuộc chủng tộc nào. 67,0% nói tiếng Anh, 21,9% người Tây Ban Nha, 3,1% 1,2% Tagalog và tiếng Việt như ngôn ngữ đầu tiên của họ.
Năm 2000 có 994.677 hộ, trong đó 33,9% có trẻ em dưới 18 tuổi sống chung với họ, 50,7% là đôi vợ chồng sống với nhau, 11,6% có chủ hộ là nữ không có mặt chồng, và 33,3% đã không có gia đình. 24,2% các hộ gia đình đã được tạo thành từ các cá nhân và 7,9% có người sống một mình 65 tuổi trở lên đã được người. Bình quân mỗi hộ là 2,73 và cỡ gia đình trung bình là 3,29.
Trong độ tuổi dân cư quận có 25,7% ở độ tuổi dưới 18, 11,30% 18-24, 32,0% 25-44, 19,8% 45-64, và 11,2% 65 tuổi trở lên. Tuổi trung bình là 33 năm. Cứ mỗi 100 nữ có 101,2 nam giới. Cứ mỗi 100 nữ 18 tuổi trở lên, có 99,7 nam giới.
Thu nhập trung bình cho một hộ gia đình trong quận đã được 47.067 đô la Mỹ, và thu nhập trung bình cho một gia đình là 53.438 USD. Nam giới có thu nhập trung bình 36.952 Mỹ kim so với 30.356 $ cho phái nữ. Thu nhập trên đầu cho các quận được 22.926 USD. Giới 8,9% gia đình và 12,4% dân số sống dưới mức nghèo khổ, bao gồm 16,5% những người dưới 18 tuổi và 6,8% có độ tuổi từ 65 trở lên.